# Ugye táncolsz még
Szűcs Judith 13. lemezén a korábbiakban már megjelent slágerek újra feldolgozott verziói hallgathatók meg, továbbá egy angol nyelvű szám és egy megamix került fel az albumra, ami az Ugye táncolsz még? címet viseli.

## Az album dalai
1. Ha táncolsz velem (Szűcs Antal Gábor-Várszegi Gábor)
2. Ne szégyelld (Voga János)
3. Vidéki út (Delhusa Gjon)
4. Nincs rajtad kívül senki sem (Ihász Gábor-S. Nagy István)
5. Nem volt már régen velem... (Voga János)
6. Helló (Voga János-Fülöp Csaba)
7. Zorba (Szűcs Antal Gábor-Szűcs Judith-Várszegi Gábor)
8. Gyere a disco club elé... (Papp Gyula-Várszegi Gábor)
9. Csak egy szép szemű csavargó (Delhusa Gjon-Demjén Ferenc)
10. Didididididididergek (Szikora Róbert)
11. Rumeláj (Szűcs Antal Gábor-Mihály Tamás-Fülöp Csaba)
12. Táncolj még (Delhusa Gjon)
13. Just Walk Away (Marti Sharron-Albert Hammond)
14. Megamix videóklip verzió

## Közreműködtek
- Voga János – hangszerelés
- Jankai Béla – szintetizátorok
- Szűcs Norbert – gitárok
- Szűcs Antal Gábor – gitár
- Pomázi Zoltán – gitár